# Papyrus 126
Papyrus 126 (volgens de nummering van Gregory-Aland) of {\displaystyle {\mathfrak {P}}^{126}}, is een oud Grieks afschrift van het Nieuwe Testament op papyrus. Er zijn nog fragmenten over. Het bevat Hebreeën.
Beschrijving:
Er is slechts een fragment van hetzelfde blad bewaard gebleven. De bewaard gebleven tekst van Hebreeën is 13:12-13; 13:19-20. Op grond van het schrifttype wordt een ontstaan in de 4e eeuw aangenomen.
Het is oorspronkelijk geschreven met één kolom van 20 regels per bladzijde. Het fragment is 3,7 bij 9,1 cm. Oorspronkelijk was de grootte 30x16 cm.

## Geschiedenis
Het Papyrologische Instituut in Florence maakte in 2003 dit handschrift bekend; de tekst werd in 2008 gepubliceerd. In 2009, gaf Claire Clivaz het door aan het Instituut voor Nieuwe Testament tekst Research (INTF) door en kwam het handschrift op de INTF lijst van handschriften van het Nieuwe Testament te staan.
Het handschrift wordt bewaard in het ‘’Istituto Papirologico „G. Vitelli’’ te Florence met nummer PSI inv. 1479.